# Cracca semiglabra
Cracca semiglabra là một loài thực vật có hoa trong họ Đậu. Loài này được (Sond.) Kuntze mô tả khoa học đầu tiên năm 1891.